# 娜塔莎·哈斯廷斯

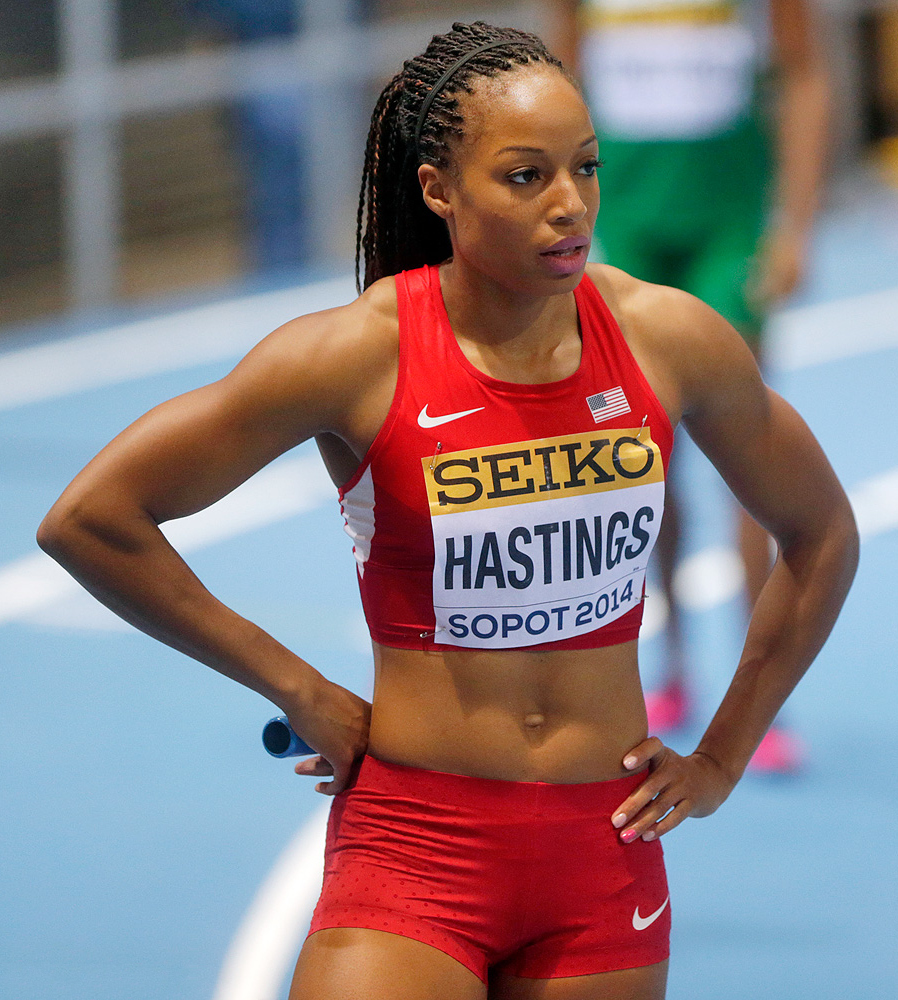
娜塔莎·哈斯廷斯

娜塔莎·哈斯廷斯（英語：Natasha Hastings，1986年7月23日—）是一名美国田径短跑运动员。她曾代表美国队参加2016年里约奥运，结果在女子4×400米接力项目上夺得冠军。